# Пам'ятник Тарасові Шевченку (Новомосковськ)
Пам'ятник Т. Г. Шевченку (Новомосковськ) — пам'ятка історії місцевого значення, розташований на вулиці Шевченка Новомосковська Дніпропетровської області.

## Історія
У багатьох країнах світу створено пам'ятники великому Кобзареві. Є такий пам'ятник і у Новомосковську, хоча поет у ньому ніколи не бував навіть проїздом. 
Створений на честь 105-річчя від дня народження поета і художника Т. Г. Шевченка (09.03.1814-10.03.1861 рр.) у 1965 році, а у 1980 році його реконструйовано. Автори проекту – скульптор Константинова, архітектори – Глушко та В. Шмалько.
Домінантою пам'ятника є збільшена вдвічі відносно натуральної величини погруддя (1,1 м) Шевченка із граніту, яке встановлено на постамент (близько 2,4 м заввишки), викладений із цегли і облицьований полірованими плитками рожевого граніту. На верхній передній плиті викарбувано напис: «Т. Г. Шевченко».
Спирається постамент на низький цоколь, облицьований плитками з того ж матеріалу. За постаментом, під взаємним кутом близько 150 градусів, на невеличкій відстані одна від одної стоять дві стели (по 4*1,35*0,45 м). нижні половини стел теж облицьовані полірованими плитами, але сірого граніту. Верхні половини по штукатурці пофарбовані сірою фарбою. Підлога навкруги пам'ятника вистелена бетонною плиткою.
Занесений до книги реєстрації пам’яток історії та культури України за № 1787. Рішенням облвиконкому № 618 від 08.08.1970 року пам’ятник визнано історичним.